# Carré de Salers
Le carré de Salers est une pâtisserie originaire de Salers dans la Haute-Auvergne (Cantal).

## Production commerciale
Le carré de Salers est un biscuit signalé par les guides touristiques comme une des spécialités locales de la ville de Salers. 
C'est un sablé fin et dentelé, inventé au XIXe siècle dans la boulangerie Delsol à Salers. Le pâtissier se serait inspiré de la forme des pavés de la ville ou, selon une autre version, des allumettes de contrebande alors collées entre elles. Cette famille protège ce biscuit en déposant la marque « Carré de Salers » en 1867  et le produit pendant plus d'un siècle. Ces biscuits sont traditionnellement commercialisés dans une boîte en métal ou en sachets.

## Consommation
Le carré de Salers bénéficie du label « produit du Parc naturel régional des Volcans d'Auvergne » délivré par le Parc naturel régional des Volcans d'Auvergne.

Le carré de Salers peut se tremper dans du thé ou se déguster avec une compote, des crèmes ou des glaces.

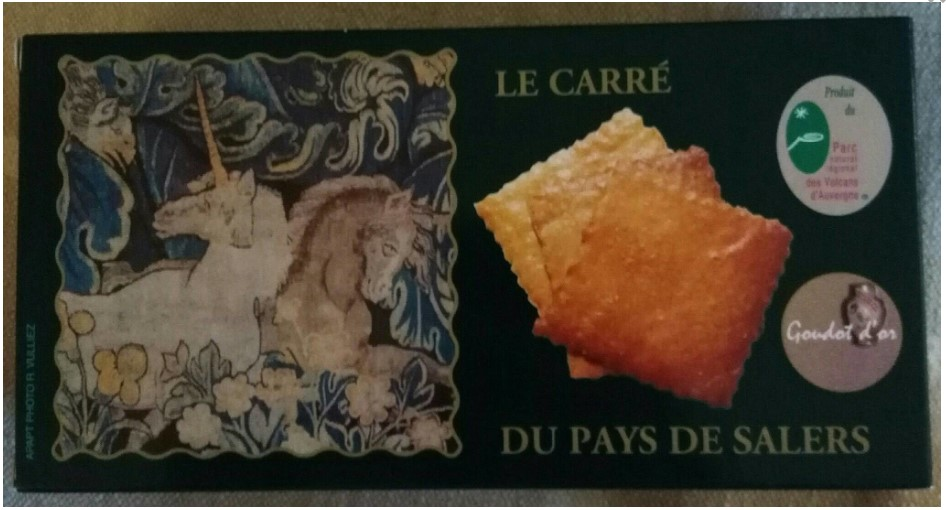
Couvercle de boîte de Carré du pays de Salers

## Fabrication maison

### Ingrédients
Il est composé de farine, sucre, beurre, œufs et sel

### Préparation
La pâte est préparée en malaxant du beurre avec du sucre et du sel puis de l'œuf et de la farine. Après le repos de la pâte, celle-ci est étalée pour obtenir une abaisse de 2 mm d'épaisseur. Les carrés sont découpés à l'emporte-pièce puis cuits au four.